# サディウス・ケイヒル
サディウス・ケイヒル（Thaddeus Cahill、1867年6月18日 - 1934年4月12日）は20世紀初頭の著名な発明家。テルハーモニウムという名前の最初の電気機械の楽器を発明した人物として幅広く認められている。
オハイオ州オバーリンのオバーリン音楽院で音楽の物理学を学んだ。大学の学費を払うためにワシントンD.C.の議会で事務員として勤務したあと、1889年にコロンビアン（現在のジョージ・ワシントン大学）のロースクールを卒業した。電気で音楽が作れると確信した（電気式タイプライターも手掛けた）。1902年にケルビン卿に対して最初のテルハーモニウムを見せた。その年にホルヨークに実験室を作り、弟のアーサー・T・ケイヒルも加わった。

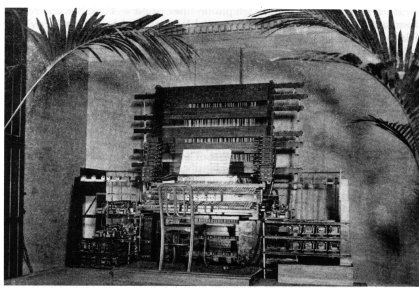
テルハーモニウムの演奏台（1897年）

ケイヒルは自身の発明に対して、テルハーモニウムの音楽を電話回線を通してホテル、レストラン、劇場、さらには家までに放送するという大きな野心を持っていた。始めは7トン（最終的に200トン）であり、価格は20万ドル（現在の約551万4000ドル）であったが、3つしか製造されず、ケイヒルの大きなビジョンは完全に達成されることはなかった。彼の発想は、ストリーミングメディアの登場により、およそ1世紀の時を経て実りあるものとなった。

## 文献
- Martin, Thomas Commerford (1906). “The Telharmonium: Electricity's Alliance with Music”. The American monthly review of reviews 33:  420–423 2011年9月26日閲覧。.
- Reynold Weidenaar: Magic Music from the Telharmonium, The Scarecrow Press Inc.: London (1995).